# Benjamin Chew Tilghman

Armoiries de Benjamin Chew Tilghman.

Benjamin Chew Tilghman (26 octobre 1821 - 3 juillet 1901) est un officier de l'armée américaine célèbre pour avoir développé la méthode du sablage qui consiste à projeter du sable à grande vitesse sur une surface pour la nettoyer.
Il étudie d'abord le droit, puis voyage en Europe avant de s'engager dans l'armée au début de la guerre de Sécession en 1861 où il atteint le grade de général de brigade des volontaires. Pendant le conflit, selon la légende, il aurait constaté l'effet du sable soufflé par le vent sur les fenêtres et a ensuite travaillé à mettre au point une méthode industrielle pour reproduire cet effet. Il dépose le brevet en 1870 et obtient un succès commercial jusqu'en Angleterre où l'une des entreprises qu'il y a fondé est toujours en activité aujourd'hui. Il perfectionne la technique au fil des années avec de nouveaux brevets et invente également un procédé au sulfite (en) pour extraire la cellulose du bois.

## Biographie
Originaire de Philadelphie, il est le troisième enfant de Benjamin et d'Anne Marie (McMurtie). Son père descend de Richard Tilghman, un chirurgien de la Royal Navy. Il a un lien de parenté avec William Tilghman (en), juge en chef de Philadelphie.
Tilghman fait ses études au Bristol College (en) puis à l'université de Pennsylvanie, où il obtient un diplôme en droit en 1839, bien qu'il n'ait jamais travaillé dans ce domaine. Avec son frère Richard, il passe beaucoup de temps avant la guerre de Sécession à parcourir l'Europe, visitant des laboratoires, des usines chimiques et des moulins. Il est élu membre de la Société américaine de philosophie en 1871.

### Carrière durant la guerre de Sécession
Au déclenchement de la guerre de Sécession en 1861, il se porte volontaire comme capitaine dans le 26e régiment d'infanterie de Pennsylvanie (en), devenant colonel et commandant du 29e régiment d'infanterie de Pennsylvanie (en). Il est grièvement blessé à la cuisse lors de la bataille de Chancellorsville en 1863 et renvoyé chez lui pour récupérer. Après son rétablissement, il accepte le rôle de colonel et de commandant des 3e troupes de couleur. Il est breveté général de brigade des volontaires américains le 13 avril 1865 pour « services méritoires ».

### Invention du procédé de sablage
La légende raconte que l'idée du sablage est venu à Tilghman après avoir vu l'effet du sable soufflé par le vent sur les fenêtres dans le désert alors qu'il était général dans l'armée.
Vers 1870, il invente le procédé de sablage et dépose un brevet pour celui-ci aux États-Unis (brevet américain n°108,408), détaillant de nombreuses applications pour lesquelles cette technique est particulièrement adaptée, telles que l'affûtage de limes, la gravure de bouteilles, le nettoyage de chaudières ou pour faire ressortir le grain du bois. Plus tard cette année-là, un brevet est déposé au Royaume-Uni.
En 1871, lors de la 40e exposition de l'American Institute of the City of New York (en), il se voit décerner la grande médaille d'honneur de l'institut pour son invention. Peu de temps après, il reçoit également la médaille Elliott Cresson du Franklin Institute.
Il affine la technique à diverses fins et, en 1877, dépose un brevet (brevet américain n°252,279) pour l'affûtage des limes, qu'il commercialise sous le nom de « Meule liquide ».
D'autres brevets et développements suivent.

### Entreprises commerciales
Sa première entreprise est formée avec son frère à Philadelphie - BC & RA Tilghman - pour la production de grenaille de fer refroidie pour l'industrie de la pierre. Vers 1879, Benjamin déménage à Londres pour former une nouvelle société, Tilghman's Patent Sand Blast Co. à Gray's Inn Road. Cette société utilise l'une de ses méthodes brevetées pour affûter les limes et les râpes. De Londres, il s'installe à Sheffield, le centre de production d'acier en Angleterre à l'époque, puis à Altrincham dans le Cheshire, où il réside vers 1885, après avoir investi dans la société de machines-outils George Richards Ltd.
En 1879, il ouvre les portes de ses nouvelles usines à Broadheath (en), qui devient la plaque tournante de l'industrie du sablage en Grande-Bretagne. Cette dernière société formée, plus tard appelée Wheelabrator Tilghman, et depuis 2005, Wheelabrator Group, est toujours en activité.

### Autres inventions
Tout en travaillant sur le processus de sablage, il fait également des recherches dans le travail de la pierre, ce qui l'amène à inventer une méthode de production de grenaille de fer - versant un flux de métal en fusion sur une surface tournante, à partir de laquelle les globules seraient propulsés dans l'eau froide (brevet américain n°187,239, 1872). Ce matériau est très demandé pour la taille de la pierre.
Vers 1880, il invente un procédé au sulfite (en) de réduction des fibres qui est une partie essentielle de la production de papier à partir de pâte de bois, en concurrence avec le procédé kraft.
Il brevète également la conception d'une torpille propulsée « à la manière d'une fusée » par une poudre à combustion lente mais c'est un échec. Il est aidé dans cette entreprise par son neveu, Benjamin C. Tilghman II.
Il meurt le 3 juillet 1901 et est enterré dans le cimetière de l'église Saint-Jacques le Mineur (en) à Philadelphie.

## Brevets connus
- U.S. Patent No. 108,408 - sablage (1870)
- U.S. Patent No. 133,501, « Amélioration de la coupe de la pierre et d'autres substances dures » (1872) - taille de la pierre au moyen de grenaille d'acier
- U.S. Patent No. 174,167, « Amélioration du processus de production de dessins sur des surfaces dures » (1875)
- U.S. Patent No. 187,239 - production de grenaille de fer (1872)
- U.S. Patent no. 252,279 -  affûtage des limes (1877)
- U.S. Patent No. 446,988
- U.S. Patent No. RE7,499
- U.S. Patent no. 702,040, « Baril de culbutage par jet de sable » (attribué à « Benjamin C. Tilghman Jr. »)
- U.S. patent No. 416,873  « Découpe de métal par électricité » (1889)
- UK Patent no. 2147 (1870) - sablage
- UK Patent no. 2900 (1870) - roue de soufflage
- UK Patent no. 13,510 (1885) - dégrossissage de rouleaux de fer et d'acier